# Kanári-szigeteki kutya
A kanári-szigeteki kutya közepes termetű, izmos masztiff típusú munkakutya, leginkább őrzésre és csordaterelésre használt eb.

## Eredete
A fajta kialakulásával kapcsolatosan sokféle feltételezés létezik, pontos feljegyzések azonban csak annak modernkori történetéről vannak. Egyik őse valószínűleg a Perro de Ganado Majorero lehetett. Kitenyésztésében a hetvenes években többek közt az amerikai pitbull terriert, a dobermannt, a bullmasztiffot, az amerikai buldogot, a brazil masztiffot és a rodéziai ridgebacket is használtak. Az FCI (Nemzetközi Kinológiai Szövetség) 2000-ben Dogo Canario néven ideiglenes státusszal fogadta el az új fajtát 346-os standard számmal.

## Külső megjelenése
A kan testtömege  45–57 kg, a szukáé 38–50 kg. Marmagassága a kan esetében 59–65 cm, a szukáé 55–61 cm. Színe tigriscsíkos (homokszínű, rőtes, világosszürke stb.)
A test hossza nagyobb, mint annak magassága, ez különbség a szuka esetén még hangsúlyozottabb.
Feje nagy, masszív, füle magasan tűzött és felálló. Szőre rövid és érdes.

## Tulajdonságai
A szigetvilág és a kontinens kutyáiból egy nagyon erős, kemény fajta alakult ki, melyet eredeti funkciói mellett egyre inkább harci kutyaként is használtak.
Területét éberen őrzi, s családját is elszántan védelmezi. Idegeneket nem enged a kertbe vagy a lakásba. Ha a család valamelyik tagja veszélybe kerül, a kanári-szigeteki kutya azonnal közbelép. A szukák általában kezelhetőbbek, mint a kanok. Jól tűri a gyerekek társaságát. Ha más gyerekek bántják a család gyermek tagjait, akkor is a család védelmére kel. A macskákkal és más háziállatokkal jól kijön. Más kutyákkal szemben kifejezetten domináns viselkedésű. A harc elől nem hátrál meg. Szeretetreméltó, intelligens és ragaszkodó. Idegenekkel bizalmatlan és nyers.